# Leśni Bracia

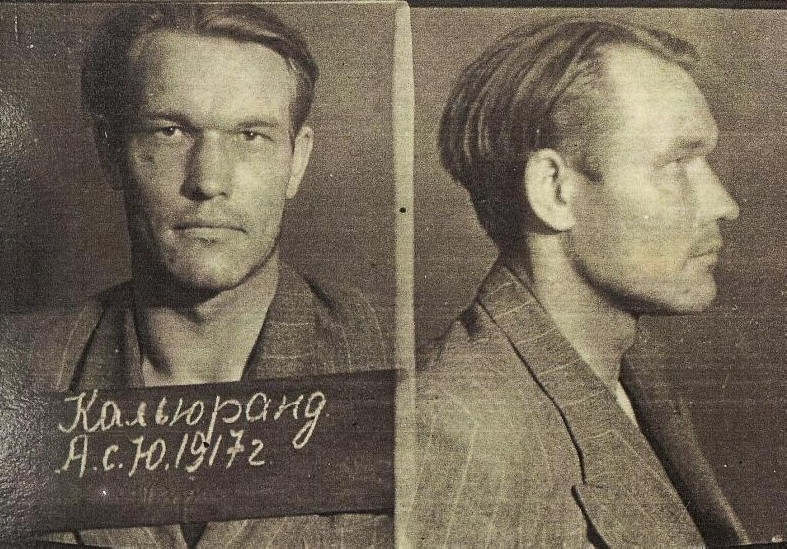
Więzienna fotografia Antsa Kaljuranda, estońskiego partyzanta, wywiezionego do ZSRR i zamordowanego przez NKWD w 1951 roku

Leśni Bracia (est. metsavennad, łot. mežabrāļi, lit. miško broliai) – potoczne określenie
partyzantów formacji antykomunistycznych na terenach Estonii, Łotwy i Litwy w okresie II wojny światowej i po jej zakończeniu, stawiających opór zbrojny okupacji radzieckiej tych państw w latach 1940–1941 i 1944–1953. W szeregach tych formacji walczyło w sumie 170 000 żołnierzy, poległo lub zaginęło bez wieści ok. 50 000.

## Historia

### Geneza
Większość żołnierzy partyzantki kontynuowała walkę poprzez działanie w partyzantce i ukrywała się przed Sowietami ze względów patriotycznych i narodowościowych, część natomiast ukrywała się ze względu na obawę przed osądzeniem ich za kolaborację z nazistami. Niektórzy z nich byli w czasie okupacji hitlerowskiej zaangażowani w pogromy o charakterze antysemickim. Wątki antysemickie doprowadziły do sytuacji, w której na Zachodzie część opinii była nastawiona do motywów partyzantów w sposób podejrzliwy, np. arcybiskup Canterbury w swojej mowie stwierdził, że partyzanci bałtyccy są faszystami, a ich deportacja jest usprawiedliwiona.

### Schyłek partyzantki
Sytuacja partyzantki pogorszyła się latem 1945 roku, wówczas zmienili oni taktykę i skupili się głównie na atakach na cywili (w większości działaczy komunistycznych), co ułatwiło Sowietom przyklejenie partyzantce łatki zwykłych „bandytów”. Po atakach na ludność cywilną osłabło wcześniejsze poparcie dla partyzantów deklarowane przez część ludności państw nadbałtyckich. Partyzanci niekiedy posuwali się do aktów terroru, przykładowo w marcu 1946 roku w estońskim mieście Osula partyzanci zaatakowali milicję ochotniczą - atak ten był próbą narzucenia okolicy swojej władzy, lecz i aktem odwetu za wcześniejsze działania oddziału milicji. Partyzanci zamknęli milicjantów w aptece i rozpoczęli zabijanie funkcjonariuszy, gdy okazało się, że w budynku brakuje kilku osób, które miały zostać zabite, partyzanci zdecydowali się na zabicie tych mieszkańców, w tym kobiet i dzieci, których nie mieli na liście osób przeznaczonych do zabicia. Z rąk partyzantów zginęło 13 osób, w tym całe rodziny urzędników państwowych, po czym grupa została wyparta z miasta.
Partyzanci podjęli się też działań militarno-politycznych. Chcąc zatrzymać reformę rolną, partyzanci z LSRR atakowali rolników, którym przyznano ziemię. Reforma rolna pozwoliła rządowi na uzyskanie szerszego poparcia biedniejszych rolników, podczas gdy partyzantkę zasilali głównie średnio zamożni chłopi. Sowieci wykorzystali to do przedstawiania partyzantów jako reakcjonistów, a sytuacja stworzyła zalążek konfliktu społecznego - od tego czasu Sowieci przedstawiali się jako obrońcy biednych. Poparcie dla Sowietów na Litwie wzrosło też na skutek m.in. przekazania Litwie Wilna.
Według raportów Sowietów z Alytus, członkowie partyzantki w sierpniu 1945 roku dokonali ataków na trzydzieści jeden rodzin oraz zamordowali 48 osób, wśród których znalazło się 11 ludzi w wieku od 60 do 70 lat, 6 kobiet w wieku od 17 do 20 lat i 7 dzieci w wieku od 7 do 14 lat. Ofiary były rolnikami, którzy uzyskali ziemię wcześniej należącą do osób nazywanych w państwowej propagandzie „kułakami”, nie mieli oni związku z radziecką partią komunistyczną ani administracją państwową. Gdy rozpoczęto siłową realizację kolektywizacji, partyzanci palili zbiory rolników, niszczyli maszyny należące do spółdzielni, czy zabijali zwierzęta hodowlane. Działania te według części historyków przypominały bardziej społeczny obstrukcjonizm niż ruch partyzancki, w efekcie kontrowersyjnych działań leśnych, coraz więcej cywili domagało się zakończenia walk i porzuciło poglądy niepodległościowe. W 1948 roku doszło do fali aresztowań i zabójstw członków partyzantki, z czego siedmiu na dziesięciu partyzantów zostało ujętych lub zabitych na skutek donosu ze strony cywili.
W 1953 zaniechali działań militarnych na większą skalę, co związane było ze śmiercią Józefa Stalina i ogłoszeniem amnestii. Pojedyncze oddziały leśne utrzymały się na Litwie jeszcze do 1956, a ostatni ukrywający się partyzant estoński August Sabbe poległ dopiero w 1978.

### Estońscy „leśni bracia”
Opór zbrojny w Estonii był odpowiedzią na aneksję kraju w 1940 i represje wobec ludności (aresztowania, deportacje, prześladowania). „Leśni bracia” rozpoczęli aktywną działalność w 1941, po wybuchu wojny radziecko-niemieckiej. Urządzali zasadzki, napadali na bataliony likwidacyjne (Istriebitielnyje Bataljony, IB), na niewielkie jednostki Armii Czerwonej oraz lokalne organy władzy radzieckiej. Niektóre miejscowości estońskie wyzwolili jeszcze przed wkroczeniem Wehrmachtu. Pod koniec 1941 oddziały „leśnych braci” zostały rozwiązane przez Niemców.
Wznowiły działalność po ponownej okupacji Estonii przez Armię Czerwoną jesienią 1944. W odróżnieniu od Litwy, partyzanci estońscy nie mieli centralnego dowództwa, ani nie otrzymali pomocy z zagranicy. Do 1953 „bracia” zostali rozgromieni przez oddziały NKWD-MWD-MBP. W akcjach masowo ginęli wspierający partyzantów chłopi.